# Regen in de nacht
Regen in de nacht is een hoorspel van Hans Christian Branner. Regen in der Nacht werd op 6 mei 1946 door de Südwestfunk uitgezonden. Marlies Cordia vertaalde het en de TROS zond het uit op zaterdag 26 juni 1982. De regisseur was Bert Dijkstra. Het hoorspel duurde 60 minuten.

## Rolbezetting
- Marijke Merckens (zij)
- Hans Veerman (hij)
- Paula Majoor (jong meisje)
- Gertian Maassen (kamermeisje)

## Inhoud
De geschiedenis van een huwelijk, samengeperst in één enkele nacht en in zeven gesprekken, die "hij" en "zij" met elkaar voeren. Toch lijken - aanvankelijk - slechts het eerste en het laatste gesprek realiteit te hebben. De andere zullen pas in de toekomst plaatsvinden, maar er wordt hier op geanticipeerd en ze leggen verscheidene conflicten bloot die in de loop van hun huwelijk zullen opduiken…